# Ефективне свинарство
Ефективне свинарство — модель рентабельного потокового виробництва свинини в Україні. Проект «Ефективне свинарство» засновано в листопаді 2009 року.
Розвиток свинарства важливий для підприємств-виробників свинини, підприємст-виробників кормів, кормових добавок, ветеринарних препаратів, обладнання, мясопереробних підприємств. Розвиток свинарства в Україні важливий кожному українцю, так як сприяє створенню робочих місць. створенню доданої вартості, а це податки, відтак пенсії, стипендії, соціальна допомога.

## Загальні дані
Споживання продовольства у світі зростає і до 2050 року, за даними Національної академії аграрних наук України — подвоїться у порівнянні з обсягами 2009 року.
Україна з потенціалом одного з світових лідерів у виробництві продукції рослинництва має можливість реалізувати свій потенціал провідного виробника у світі продукції тваринництва, зокрема свинарства. В такий спосіб створюються нові робочі місця, додана вартість, а відтак податки, посилюється авторитет держави у світі.
Однак важливим автори моделі «Ефективне свинарство» визначають не збільшення поголів'я свиней в державі. В Україні до 70% свинини виробляється екстенсивно. Собівартість свинини при екстенсивних технологіях — вища за закупівельну ціну. Таким чином нарощення поголів'я, коли свинарство збиткове є безперспективним.
Так позицію авторів моделі виразив почесний член Національної академії аграрних наук україни, кандидата економічних наук — Президент «Української асоціації виробників і переробників сої» — В. Н. Тимченко: «Коли в Україні тваринництво буде рентабельним, а воно повинно бути високорентабельним у країні, що виробляє 3% світового обсягу зернових, — питання збільшення поголів'я стояти не буде. Галузь приверне увагу до себе капіталу і її розвиток стане закономірним.»

## Автори
- Українська асоціація виробників і переробників сої.

- Інститут свинарства НААНУ

- Інститут кормів НААНУ

- Корпорація «Єврокорм сучасна годівля» [Архівовано 11 серпня 2011 у Wayback Machine.]

- при підтримці Національної академії аграрних наук України

- за участю ТОВ "Центр підвищення ефективності в тваринництві" [Архівовано 21 грудня 2018 у Wayback Machine.]

## Цілі проекту
- підвищення рентабельності виробництва свинини в Україні

- зниження собівартості свинини

- практичне впровадження в Україні на підприємствах свинарства і в господарствах населення сучасних технологій утримання і годівлі свиней

- донесення до всіх зацікавлених сторін сучасних технологій утримання, розведення і годівлі свиней

- збільшення до 2015 року виробництва м'яса свиней до 2 млн т в забійній масі та поголів'я свиней до 15 млн голів

- покращення якості м'яса

## Показники свинарства в Україні (екстенсивний розвиток) і за інтенсивних технологіях
В рамках проекту "Ефективне свинарство" визначені основні показники галузі свинарства в Україні:
- Конверсія корму — 5-10 кг/1 кг маси, мета — 2,7-3,0 кг/1 кг маси.

- Середньодобові прирости маси — 376 г/день, мета — 700 г/день.

- Опоросів на свиноматку — 1,3 на рік, мета — 2,2 на рік.

- Кількість відлучених поросят на свиноматку на рік: фактично 14-18 голів, мета — 25 голів.

- Відлучення поросят до 60 днів, мета — 28 днів.

- Ваги поросят при відлученні в 28 днів — 5-6 кг, мета — щонайменше 8 кг.

- Заплідненість свиноматок — 50-60%, мета — 95%.

- Збереження поросят до відлучення — 70%, мета — 90%.

В рамках проекту «Ефективне свинарство» визначені шляхи підвищення ефективності свинарства в Україні. Основні з них:
- Запуск галузевого інформаційного вебпортала «Свинарство в Україні».

- Друк та поширення науково-практичних методик, рекомендацій з технології інтенсивної відгодівлі свиней.

- Впровадження сучасної системи нормованої годівлі, що забезпечує низьку собівартість та високу рентабельність свинарства.

- Проведення практичних навчань керівників та головних спеціалістів у регіонах.

(Довідково: в січні-лютому 2010 року в Інституті кормів НААНУ за підтримки "Української асоціації виробників і переробників сої", Корпорацією "Єврокорм сучасна годівля" проведено такі навчання, де підготовленно понад 100 викладачів-консультантів.)